# Hans Bielenstein (Pastor)

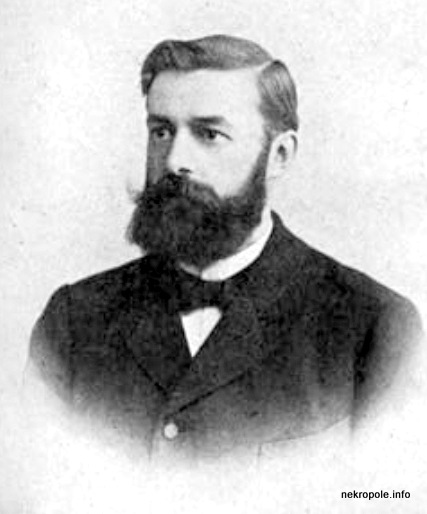
Hans Bielenstein (1910)

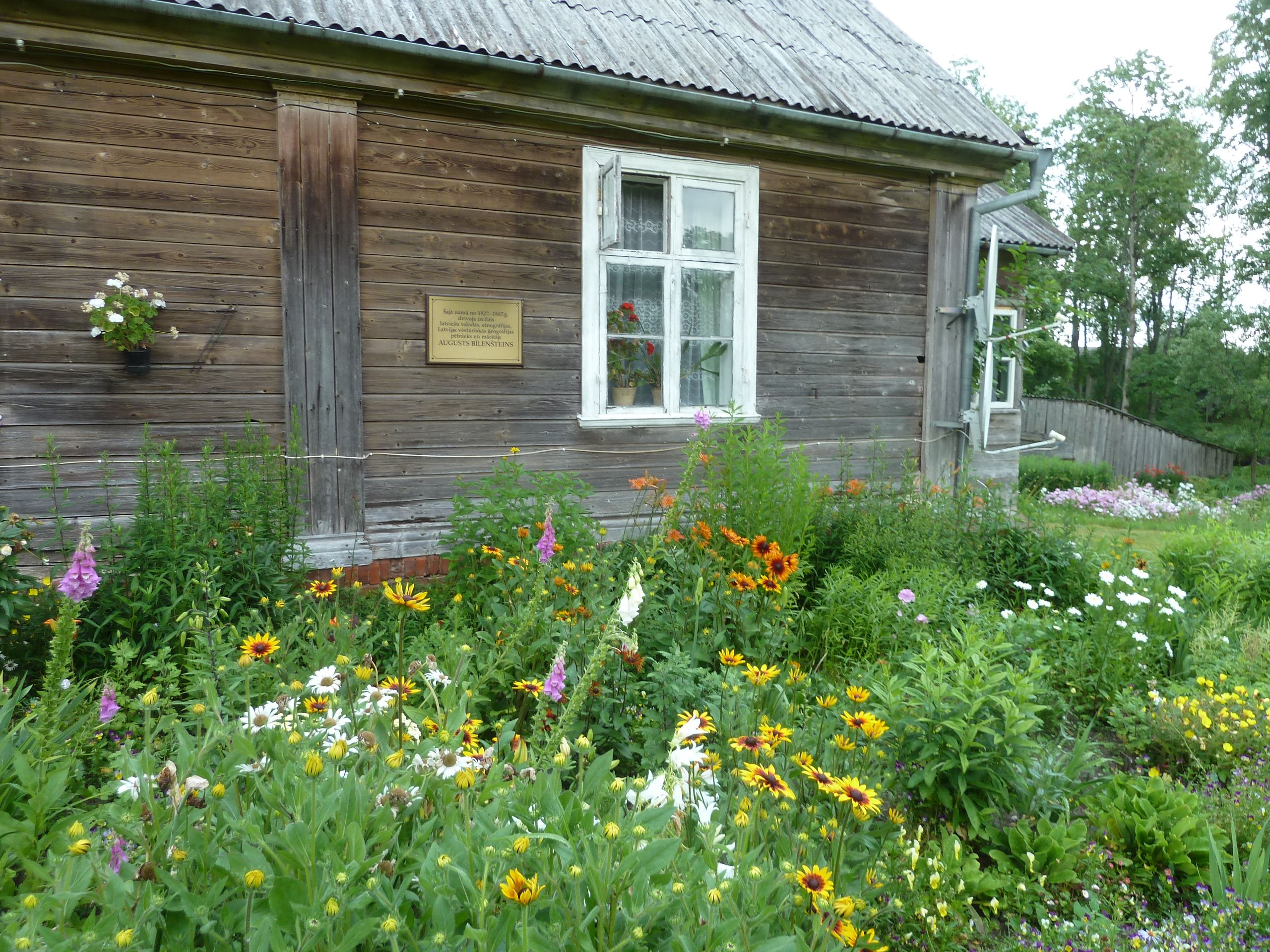
Pastorat bei Neu-Autz

Hans Bielenstein, eigentlich Johannes Georg Wilhelm oder Wilhelm Georg Johannes Bielenstein, lettisch Ansis Bīlenšteins beziehungsweise Johaness Georgs Vilhelms Bīlenšteins beziehungsweise Vilhelms Georgs Johans Bīlenšteins (* 13. Februarjul. / 25. Februar 1863greg. im Pastorat von Eschen (Oši) bei Neu-Autz, Gouvernement Kurland, Russisches Kaiserreich; † 13. Januar 1919 in Bauske, Lettische SPR), war ein deutsch-baltischer Geistlicher und Schriftsteller. Er gilt als evangelischer Märtyrer und ist auf dem Rigaer Märtyrerstein verzeichnet.
Die Datumsangaben in diesem Artikel richten sich, wenn nicht anders angegeben, für den Zeitraum bis 1918 nach dem julianischen Kalender.

## Leben

### Ausbildung und Ordination
Hans Bielenstein war eins von den neun Kindern des Pastors August Johann Gottfried Bielenstein und dessen Frau Ernestine Louise Hermine Bielenstein, geborene von Bordelius. Seine Vater erforschte neben seinem Pfarrberuf die lettische Sprache und Kultur. Als Hans zwei Jahre alt war, zog die Familie nach Dobeln in Kurland, wo der Vater eine neue Pfarrstelle antrat. 
Von 1873 bis 1877 besuchte er die Bergmannsche Schule bei Doblen und von 1878 bis 1883 zum Gouvernements-Gymnasium in Mitau (lettisch Jelgava), das er mit dem Abitur abschloss. Zwischen 1883 und 1887 studierte er an der Kaiserlichen Universität Dorpat, absolvierte die Prüfungen vor dem Konsistorium in Mitau und war während seines Probejahres 1887/88 bei Generalsuperintendent Boettcher in Blieden (lettisch Blīdene) in Kurland gleichzeitig als Hauslehrer tätig. Am 15. Mai 1888 wurde er in Doblen von Boettcher ordiniert. Seit dem 10. Februar 1884 war er Mitglied des Theologischen Vereins Dorpat, von 1885 bis 1886 war er dessen Kassen-Vorsteher. 1886 erhielt er die silberne Predigtmedaille. 
Im November 1888 trat Hans Bielenstein die Nachfolge seines Bruders Emil Bielenstein als Pastor in Ringen (lettisch Reņģe) in Kurland an, da sein Bruder Nachfolger des ein Jahr zuvor aus dem Amt geschiedenen Propstes von Bilterling in Sahten wurde.

### Nebentätigkeiten
Schon aufgrund seiner familiären Prägung war Hans Bielenstein eng mit dem lettischen Volk verbunden. Neben seiner geistlichen Tätigkeit war er ordentliches Mitglied der Lettisch-Literärischen Gesellschaft, die sich der Erforschung der lettischen Sprache, Folklore und Kultur widmete. Diese Gesellschaft, der Bielenstein als Sekretär diente, wurde überwiegend von deutsch-baltischen Pastoren und Intellektuellen getragen. Bekannte Mitglieder waren neben Bielenstein der 1905 ermordete Pastor Karl Schilling, der 1906 ermordete Propst Ludwig Zimmermann, die 1919 von Bolschewiki hingerichteten Geistlichen Alexander Bernewitz, Xaver Marnitz, Arnold von Rutkowski, Paul Fromhold-Treu, Christoph Strautmann, Karl Schlau, Eberhard Savary, Eugen Scheuermann und Wilhelm Gilbert und wie die Pastoren Gustav Cleemann und Erwin Gross, die an den Folgen ihrer Gefangenschaft bei den Bolschewiki starben. Für die Letten selbst war eine höhere Bildung zur Zeit der kaiserlich-russischen Vorherrschaft noch kaum zugänglich, ihre Kultur führte ein Schattendasein.
Im Dezember 1890 hielt er auf einer Sitzung dieser Gesellschaft einen Vortrag über das lettische Tiermärchen, wobei er es von der Tierfabel abgrenzte. Dabei referierte er über Angelo de Gubernatis Werk Die Tiere in der indogermanischen Mythologie und wies darauf hin, dass in Naturmythen Tiere Aspekte der Natur verkörpern. Danach zeigte er anhand von Beispielmärchen aus der Sammlung seines Vaters wie Der Fuchs als Bettler oder Vom Hasen, dass auch die lettischen Tiermärchen wie bei allen indogermanischen Völkern auf Naturmythen zurückgehen.
Am 12. Dezember 1895 hielt Hans Bielenstein einen Vortrag über die deewa dēli (im heutigen Lettisch: Dieva dēli; siehe unter Werke) bei der Jahressitzung der Gesellschaft in Mitau. 
Außerdem war Bielenstein Mitglied der Kurländischen Gesellschaft für Literatur und Kunst sowie des Rigaer Dom-Vereins. 
1899 versuchte sich Bielenstein in der Seidenraupenzucht.

### Pastor in Rahden

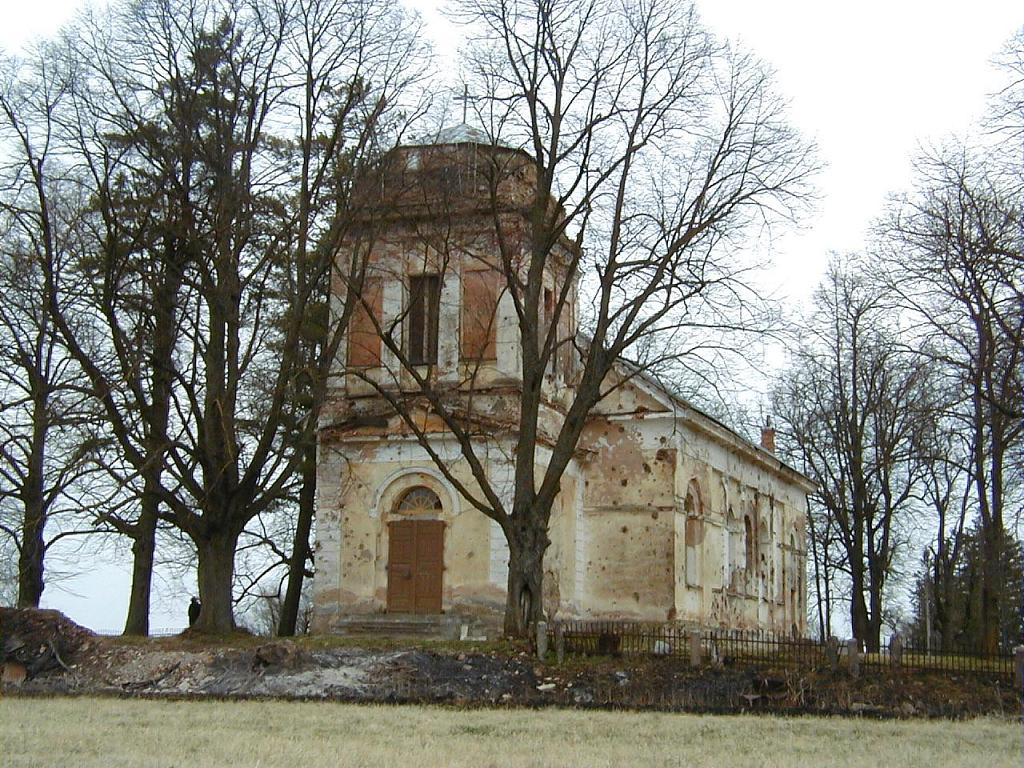
Lutherische Kirche zu Alt-Rahden

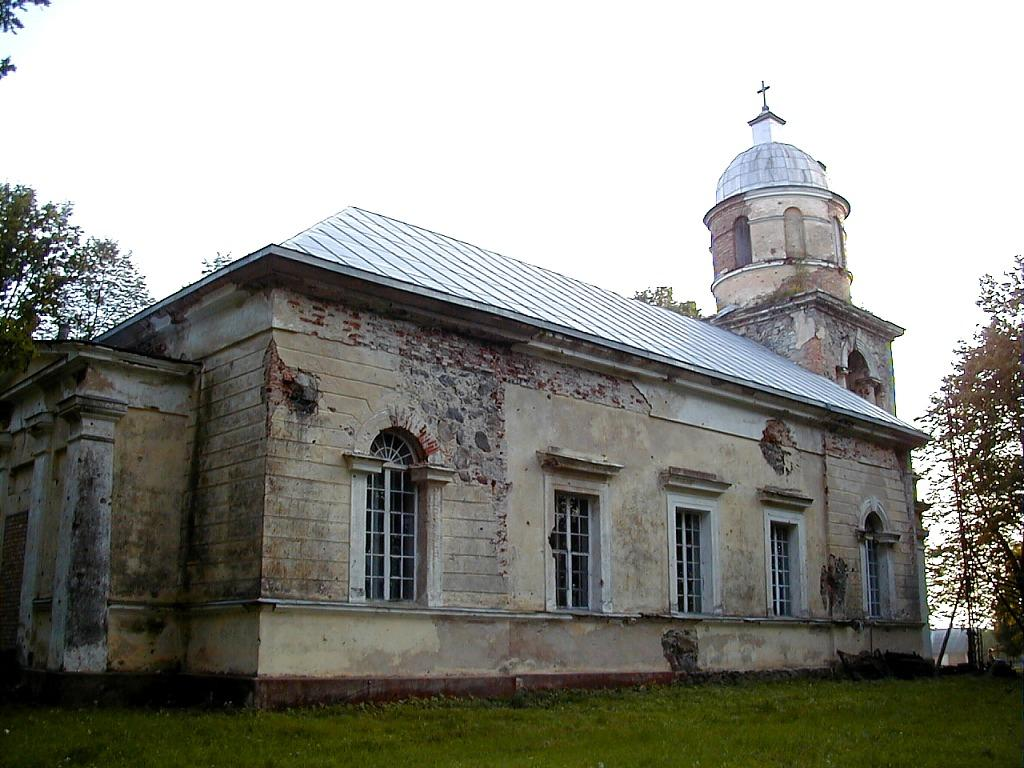
Lutherische Kirche zu Neu-Rahden

1901 wechselte Hans Bielenstein als Pastor von Ringen nach Alt- und Neu-Rahden (lettisch Vecsaule beziehungsweise Jaunsaule) in Kurland. Er hatte ein gutes Verhältnis zu seiner Gemeinde, deren Schicksale er teilte. Andere Pastoren urteilten, dass seine Gemeinde hinter ihm stand, wie bei keinem anderen Geistlichen.
Am 11. Dezember 1902 hielt er einen Vortrag über das Saule-Schlachtfeld (siehe unter Werke).
Im Januar 1905, während des Russisch-Japanischen Krieges, übergab Bielenstein im Auftrag seiner Gemeinde dem Mitauschen Damen-Komitee des Roten Kreuzes zwölf Paar Handschuhe und 25 Paar Socken als Spende für die russischen Soldaten dieses Krieges.
Ab August 1905 assistierte ihm der Kandidat Wolansky als Adjunkt.
Im September 1906, also im Anschluss an die Russische Revolution 1905, hielt Bielenstein einen Vortrag über den Verkauf der Pastoratsgesinde auf der Synode in Mitau. In der darauffolgenden Diskussion wurde einhellig der Wunsch geäußert, dass der Verkauf bald erfolgen möge, damit die Pastorenschaft wegen der Pachtverhältnisse nicht weiter in Konflikt mit der Bevölkerung gerate.
Während des Ersten Weltkrieges wurde die Region von deutschen Truppen besetzt. Bielenstein wurde von den Besatzern genötigt, als Amtsvorsteher zu fungieren, da sonst niemand für dieses Amt geeignet schien. Dies sollte ihm später zum Verhängnis werden. Bei der Amtsübernahme erklärte er, dass er sich weiterhin in erster Linie als Pfarrer betrachte. Seine Amtsführung bestätigte dies.

### Gefahr durch Bolschewiki

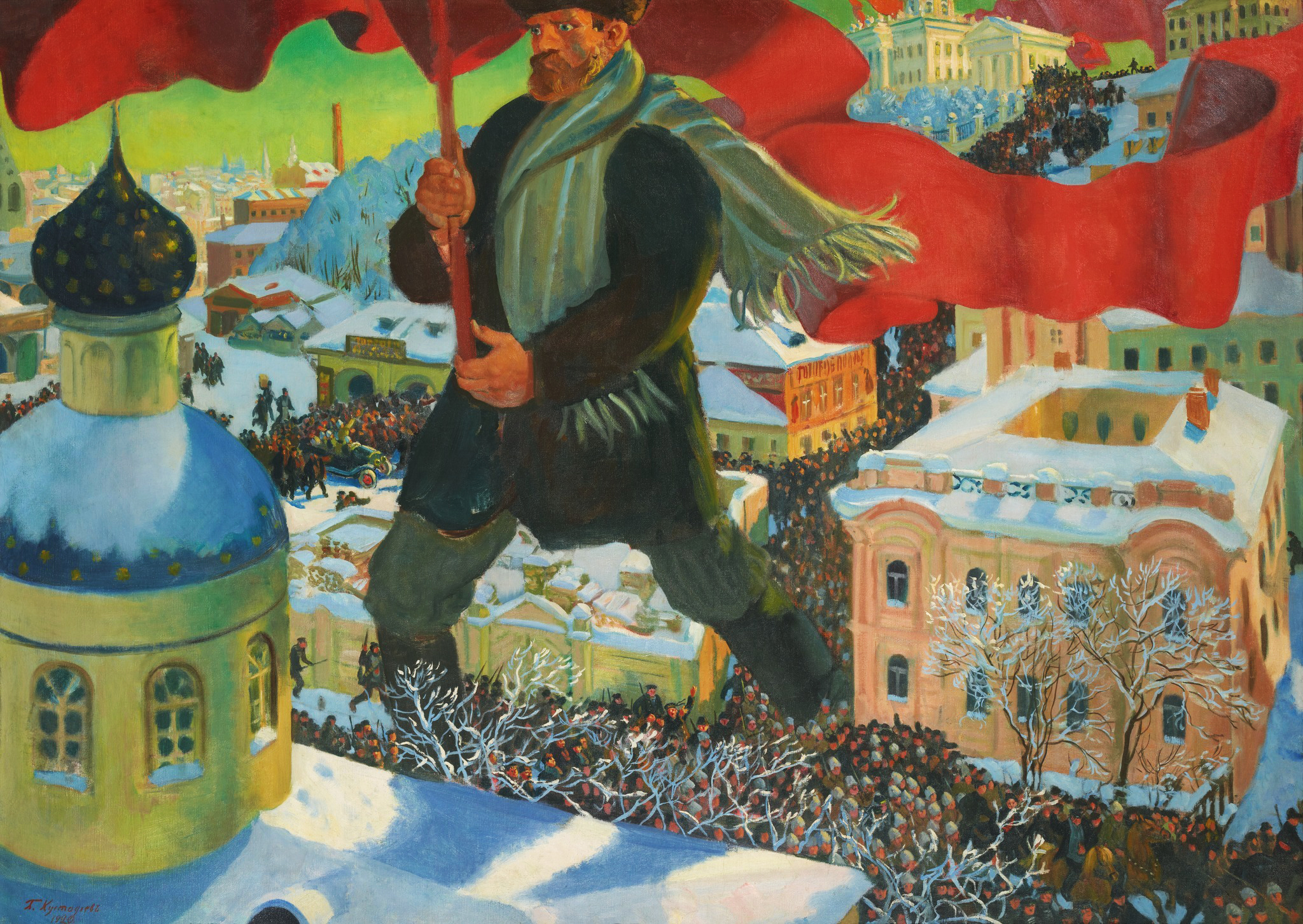
Der Bolschewik (Ölgemälde von Boris Kustodijew; 1920)

Im Dezember 1918, zur Zeit des Lettischen Unabhängigkeitskrieges, rückte die Rote Armee immer näher; die Gerüchte wurden immer beunruhigender. Hans Bielenstein fragte sich, ob er bleiben oder gehen solle. Insbesondere in der Weihnachtszeit war für ihn aber klar, dass er bleiben müsse. Während er sonst eine fröhliche Natur hatte, wurde er in dieser Zeit sehr ernst und still. 
Anfang Januar 1919 kamen seine Söhne aus Goldingen zu ihm, und versuchten, ihre Eltern zur Flucht zu bewegen, da sie von den Gerüchten über die Bolschewiki beunruhigt waren. Bielenstein wurde tatsächlich unentschlossen, nach einer gewissen Zeit fand er aber zu Ruhe und Frieden zurück. So tröstete er sich selbst mit Joh 16,33 , einem Herrenwort, das Cyprian von Karthago als Labsal der Märtyrer bezeichnet hatte: „In der Welt habt ihr Angst, aber seid getrost, ich habe die Welt überwunden.“ Bielenstein ordnete sorgfältig seine Angelegenheiten; er plante sogar sein Beerdigung. So legte er fest, dass kein Pfarrer an seinem Grab sprechen sollte, damit der Betreffende keine Probleme mit den Bolschewiki dafür bekam. Stattdessen bat er seine Frau:

„Sprich du ein Vaterunser am Grabe.“

Sein Körper sollte nicht zum Erbbegräbnis nach Doblen überführt werden; er argumentierte:

„Überall ist Gottes Erde.“

Seine Söhne, die damals 18 beziehungsweise 23 Jahre alt waren, beschwor er, ihn nicht zu rächen, mit dem Argument:

„Die Rache ist mein, spricht der Herr.“

(Vergleiche Röm 12,19 .) So war er auf das für ihn Schlimmste vorbereitet, das auch bald eintrat.
Am 9. und 10. Januar 1919 nahm die Rote Armee Bauske ein, wo sein Freund Christoph Strautmann Pastor war, am 10. Januar erreichte sie Alt-Rahden. 
Die regulären Truppen verübten keine Kriegsverbrechen. Die Situation änderte sich nach dem Weiterzug dieser Truppen. Ein Tribunal aus lettischen Bolschewiki unter dem Vorsitz von Swirbul begann nun, Todesurteile gegen sogenannte Konterrevolutionäre auszusprechen. Weitere Mitglieder des Tribunals waren Frau Taurit, die von Gegnern als besonders unerbittlich bewertet wurde und in voller Bewaffnung durch die Straßen der Stadt ging, und der Maurer Schwiting. Als Verteidiger diente der polnische Privatanwalt Malachowski, dessen Arbeit auch von Gegnern der Bolschewiki positiv bewertet wurde. Die Schauprozesse, die meist in der Sparkasse stattfanden, waren eine reine Formalität. Die Festnahmen erfolgten aufgrund einer schwarzen Liste, die der Fischer Weide dem Tribunal übergeben hatte. Als Henker diente Wittort.

### Festnahme und Hinrichtung
Am Sonntag, dem 12. Januar, betraten Rotarmisten das Pastorat, um Hans Bielenstein zu verhaften. Er war abwesend, da er in der Tochterkirche predigte und von seiner Gemeinde Abschied nahm. Die Situation erinnerte an die Abschiedsszene des Paulus zu Milet, die in Apg 20,17-38  beschrieben wird. Bei seiner Heimkehr um 16 Uhr wurde Bielenstein umgehend festgenommen. Bevor er abgeführt wurde, konnte er noch ein anwesendes Paar verheiraten. Es wurde das einfache baltische Lied „So nimm denn meine Hände“ gesungen. Bielensteins Traurede bezog sich auf die Gedanken des Liedes. Der Pastor vertraute das Ehepaar, sich selbst und seine Familie Gott an. Dann wurden Bielenstein und seine Söhne abgeführt. Hans Bielenstein ging an der Spitze; sein Gesichtsausdruck wurde als still und verklärt beschrieben; der seines ältesten Sohnes, der hinter ihm ging, als stolz und fest. Der jüngste Sohn, der dann folgte, sagte leise zu seiner Mutter: „Mami, bete für mich.“ Sie sollten umgehend erschossen werden. Die Soldaten berieten aber miteinander und trafen die Entscheidung, sie nach Bauske zu führen. Weil es bereits dunkel war, wurde die Überführung aufgeschoben. Als Gefängnis für die Nacht diente ein leeres Zimmer im Gutshof von Alt-Rahden. Die Frau des Pastors ließ ihren Angehörigen durch einen Boten dorthin Decken und Nahrung zukommen, der ihr Dank und Gruß zurückbrachte. Der Pastor las seinen Söhnen aus dem Neuen Testament mit Psalmen, das er beim ersten Verlassen seines Elternhauses, als er das Gymnasium besuchte, erhalten hatte, Psalm 23 (siehe Ps 23,1-6 ) und Psalm 121 (siehe Ps 121,1-8 ) vor. 
Am 13. Januar wurden die Gefangenen morgens nach Bauske gebracht. Auf dem Weg sagte Hans Bielenstein zu seinen Söhnen:

„Diesen Weg musste auch mein Heiland gehen.“

Sie wurden im Gefängnis inhaftiert. Der Schlaf war kurz, aber erholsam. Der Pastor tauschte sich mit seinen Söhnen noch über einige schöne Dinge aus, die ihn in der letzten Zeit beschäftigt hatten. 
Am Nachmittag kam es zu einem sogenannten Verhör Bielensteins, bei dem ihm bereits sein Todesurteil bekannt gegeben wurde. 
Zu den ersten Opfern des Tribunals gehörte neben Hans Bielenstein Edgar von Uhlot, dem seine polizeiliche Tätigkeit während der Russischen Revolution von 1905 vorgeworfen wurde. Von Uhlot wurde vor seiner Hinrichtung noch gefoltert. Bielenstein wurde wegen seiner Tätigkeit als Amtsvorsteher während der deutschen Besatzungszeit verurteilt. Gnadengesuche seiner lettischen Gemeinde, die mit ihm sehr zufrieden war, wurden abgewiesen, wirkten sich wohl sogar eher negativ aus. In einer Verhaftungswelle wurde auch der örtliche lettische Pastor Christoph Strautmann festgenommen. Strautmann wurde mit dem Hinweis, dass er jederzeit wieder festgenommen werden könne, zunächst wieder freigelassen. 
Als er zur Hinrichtung hinausgeführt wurde, gab Bielenstein seinem Sohn sein Neues Testament. Er wurde gemeinsam mit von Uhlot, dem er versuchte, Trost zu spenden, zur Erschießungsstätte auf dem Schloßberg bei der Ruine zwischen Pavillon und Musikmuschel gebracht. Vor der Erschießung mussten beide sich vollständig entkleiden, sogar die Strümpfe ausziehen, und sich dann aufstellen. Hans Bielenstein soll vor seiner Erschießung gesagt haben: 

„Mit meinem Körper könnt ihr tun, was euch befohlen ist, meine Seele wird gleich im Paradiese sein.“

Nach der Eroberung Mitaus durch ihre Gegner am 18. März 1919 verließen die Bolschewiki am 19. März fluchtartig vorübergehend Bauske. Sie kehrten am 20. März nach Bauske zurück. Weide fiel am 23. März, als der Ort von deren Gegnern erobert wurde. Swirbul wurde später von deutschen Soldaten gefangen genommen.
Nachdem die Landeswehr Bauske erobert hatte, konnte Hans Bielenstein auf dem örtlichen Friedhof beerdigt werden. Alt-Rahden war zu diesem Zeitpunkt noch von der Roten Armee besetzt, so dass niemand von Bielensteins Gemeinde an der Beisetzung teilnehmen konnte. Später erhielt das Grab aber trotz des weiten Weges häufig Besuch aus Alt-Rahden, wenn Gemeindemitglieder dem getöteten Pastor, den sie sehr geschätzt hatten, Blumen brachten.

## Familie

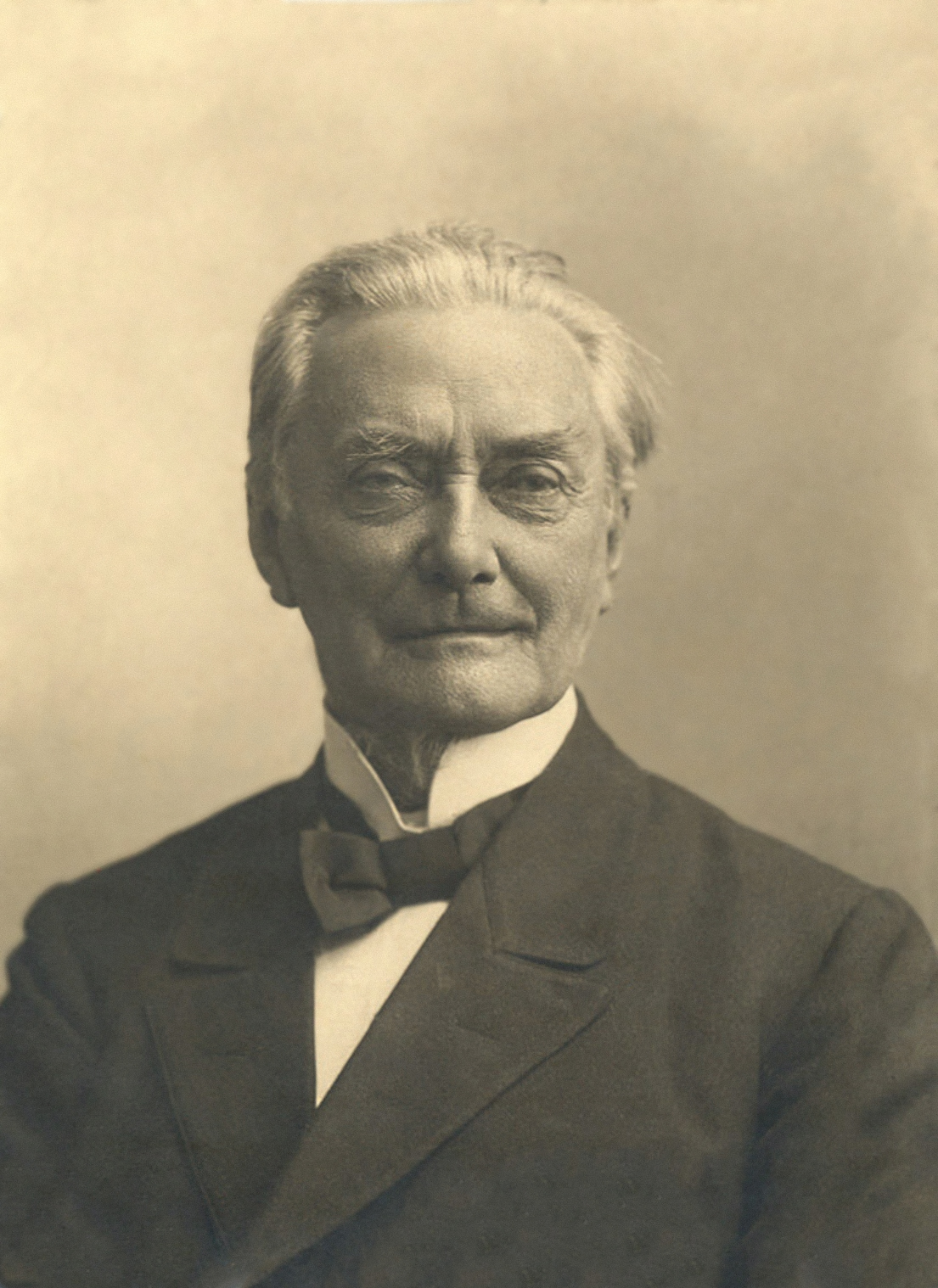
August Bielenstein

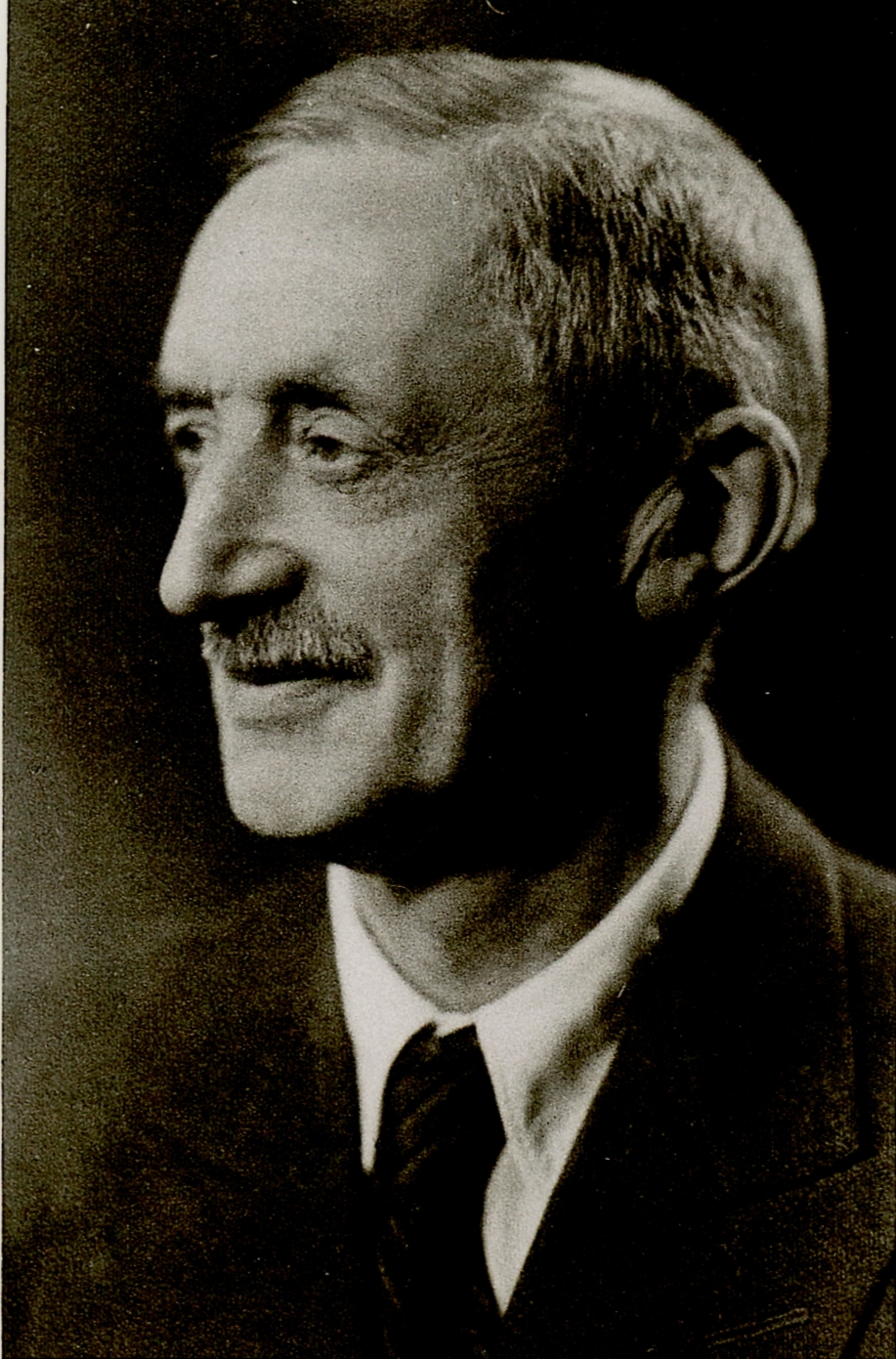
Bernhard Bielenstein

Hans Bielenstein war ein Sohn des Pastors, Sprachforschers und Ethnographen August Johann Gottfried Bielenstein und dessen Ehefrau Ernestine Louise Hermine Bielenstein, geb. von Bordelius (1833–1919). Seine Geschwister waren Max Bielenstein (1855–1860), der Pastor Louis Johann Emil Bielenstein (1858–1943, auch Emil Ludwig Bielenstein genannt), die Autorin Martha Bielenstein (1860–1938), Johanna Bielenstein (1864–1864), Emma Bielenstein (1865–1887), der Maler und Grafiker Siegfried Bielenstein (1869–1949), der Pastor Walter Adolf Axel Bielenstein (1872–1961) und der Architekt Bernhard Max August Bielenstein (1877–1959).
Am 2. Novemberjul. / 14. November 1888greg. heiratete Hans Bielenstein Maria Ingeborg von Wadenstjerna (* 1863), die eine Tochter des Obersten Karl von Wadenstjerna aus Finnland war. 
Am 20. Augustjul. / 1. September 1889greg. wurde seine Tochter Ingeborg Ernestine Marie Bielenstein († 1980) geboren, am 19. Augustjul. / 31. August 1890greg. folgte Margareta Ebba Laura Bielenstein (verheiratete Kügler, † 1977), am 8. Februar 1893 seine Tochter Emma Sylvia Bielenstein, die schon am 15. März starb. Am 4. Novemberjul. / 16. November 1895greg. wurde sein Sohn Hans-Jürgen K.-A. Bielenstein († 1968) geboren, am 11. Oktoberjul. / 24. Oktober 1900greg. folgte in Ringen sein Sohn Torsten Valter Bielenstein († 1985).

## Werke
- Hans Bielenstein: Die deewa dēli (Gottessöhne) des lettischen Volksliedes in: August Bielenstein, Emil Bielenstein, Hans Bielenstein: Studien aus dem Gebiete der lettischen Archäologie, Ethnographie und Mythologie, Riga 1896
- Hans Bielenstein: Wo liegt das Saule-Schlachtfeld?, erwähnt in Gesellschaft für Geschichte und Altertumskunde zu Riga: Die Livländische Geschichtsliteratur 1902, N. Kymmel, Riga 1904